# Sugar Ray Leonard
Ray Charles Leonard (ur. 17 maja 1956 w Wilmington, Płn. Karolina) – amerykański bokser. Mistrz olimpijski w wadze lekkopółśredniej z igrzysk w Montrealu. Siedmiokrotny zawodowy mistrz świata w pięciu kategoriach wagowych, pokonał 9 zawodników o tytuł mistrza świata.

## Boks amatorski
W swojej amatorskiej karierze zwyciężył w 145 walkach. Przegrał jedynie pięć razy. Był złotym medalistą Igrzysk Panamerykańskich w 1975 r. oraz Igrzysk Olimpijskich w 1976 r. w wadze lekkopółśredniej. Po triumfie w olimpijskim finale (pokonał na punkty Kubańczyka Andresa Aldamę) przeszedł na zawodowstwo.

## Boks zawodowy
W latach 1977–1997 stoczył 40 profesjonalnych walk, z czego 36 wygrał (25 przez nokaut). Był czterokrotnie mistrzem świata (dwukrotnie WBC i dwukrotnie WBA) w wadze półśredniej (w okresie 1981-1982 niekwestionowanym), oraz średniej (WBC 1987), superśredniej (WBC 1988-1990) i półciężkiej (WBC 1988-89).
Został obwołany Bokserem Dekady lat 80. Jest powszechnie uznawany za jednego z najlepszych pięściarzy wszech czasów. W rankingu fachowego magazynu The Ring na najlepszego boksera ostatniego 80-lecia znalazł się na 9. miejscu. W swojej karierze pokonał wielu utytułowanych bokserów, takich jak Wilfred Benítez, Thomas Hearns, Roberto Durán i Marvin Hagler.
Imiona Ray Charles otrzymał na cześć słynnego muzyka. Przydomek „Sugar” nawiązuje do innego boksera i wielokrotnego mistrza świata z lat 50. Raya Robinsona.
W 1997 roku został wprowadzony do Międzynarodowej Galerii Sław Boksu.